# چیه یوان
چیه یوان (انگلیسی: Chieh Yuan; ۱۵ مارس ۱۹۴۵ – ۱۶ نوامبر ۱۹۷۷) بازیگر اهل هنگ کنگ بود.
از فیلم‌ها یا برنامه‌های تلویزیونی که وی در آن نقش داشته‌است، می‌توان به بازی مرگ، کارآگاهان خصوصی و شمشیرزن یک دست اشاره کرد.